# Andrea Azzali
Andrea Azzali (Parma, 16 settembre 1958) è un ex rugbista a 15 italiano, di ruolo, ala, estremo.
Cresciuto nell'Amatori Parma, lega la sua carriera alla Parma di cui diventa il miglior realizzatore di mete nel massimo campionato (98) e che lo pongono al quindicesimo posto nella classifica di tutti i tempi.

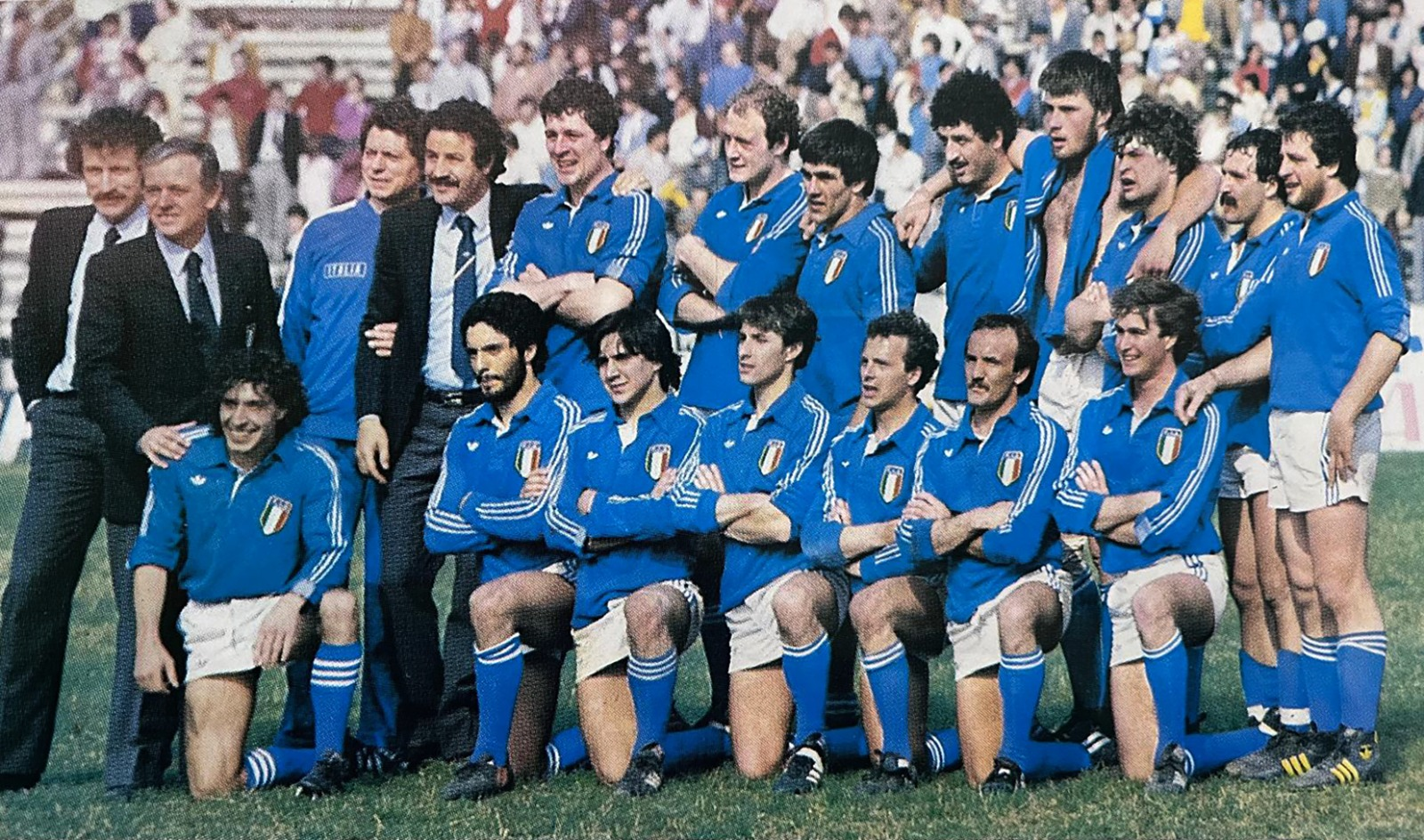
Andrea Azzali (ultimo a destra in ginocchio) in Italia-Romania del 11 aprile 1982

 In nazionale esordisce il 29 novembre 1981 nella vittoria contro la Germania Ovest in Coppa FIRA 1981-1982. In tutto raccoglie 16 presenze e 5 mete con la maglia azzurra.